# 石黒岩太
石黒 岩太（いしぐろ いわた、1892年（明治25年）3月30日 - 1951年（昭和26年）10月15日）は、日本の陸軍軍人。最終階級は陸軍少将。

## 略歴
- 1892年（明治25年）3月30日 - 山形県西田川郡鶴岡（現・鶴岡市）に石黒慶助の長男として生まれる。
- 1910年（明治43年） - 荘内中学校（現・山形県立鶴岡南高等学校）卒業（同窓生に齋藤悠輔がいる。）
- 1913年（大正2年）5月26日 - 陸軍士官学校卒業（25期・卒業生一覧）
  - 12月25日 - 歩兵少尉 任官
  - 札幌歩兵第25連隊 入隊
- 1938年（昭和13年）1月 - 旭川歩兵第28連隊 入隊
- 1939年（昭和14年）8月 - 陸軍大佐 任官、留守第7師団司令部付
  - ノモンハン事件 出征
  - 10月 - 独立歩兵第13連隊長 就任
- 1943年（昭和18年）1月 - 奈良連隊区司令官 就任
- 1945年（昭和20年）2月 - 独立混成第95旅団長 就任
  - 3月 - 陸軍少将 任官
  - 8月 - 青森県で連合軍との本土決戦に備え陣地構築中に終戦を迎える。
- 1947年（昭和22年）11月28日 - 公職追放の仮指定を受ける[1]。
- 1951年（昭和26年）10月15日 - 死去。59歳

## 親族
- 父：石黒慶助 - 『石黒工場』（羽二重織物工場）経営者
- 従兄弟：斎藤外市 - 発明家
- 兄：石黒慶蔵 - 歯科医師、歯科医療器具発明家
- 甥：石黒慶之助 - 歯科医師、歯学博士
- 甥：石黒進之助 - 歯科医師
- 姪孫：石黒慶一 - 歯科医師、歯学博士